# Джафери, Муса
Муса Джафери (макед. Муса Џафери; родился 7 июля 1959 года в селе Заяс, Народная Республика Македония, СФРЮ) — македонский государственный деятель, заместитель премьер-министра Республики Македония с июля 2011 года.

## Образование
Муса Джафери окончил экономический факультет Университета в Приштине в 1984 году. В 1996 году завершил специализацию по экономике в Цюрихе, а в 2000 году по педагогике в Люцерне.

## Карьера
- С 1996 по 2001 год работал преподавателем в Люцерне, Швейцария.
- С 2002 по 2006 год занимал должность вице-премьера в нескольких правительствах Македонии, ответственного за выполнение Рамочного договора.
- С июля 2008 по июль 2011 года — министр местного самоуправления Республики Македония.
- В июле 2011 года вновь назначен вице-премьером, ответственным за выполнение Рамочного договора.